# Canchamachay
Canchamachay es un despoblado peruano ubicado en el distrito de Canchaque, perteneciente a la provincia de Huancabamba del departamento de Piura, al norte del Perú.

## Toponimia
El nombre Canchamachay se cree que proviene del quechua y puede traducirse como "lugar de los corrales" o "lugar de la choza".

## Ubicación
Canchamachay se ubica al oeste de la provincia de Huancabamba, en el distrito de Canchaque, en el departamento de Piura.

## Demografía
En 2017 Canchamachay no tuvo a ningún habitante empadronado.